# Bielice, Hạt Pyrzyce
Bielice [bjɛˈlit͡sɛ] là một ngôi làng ở hạt Pyrzyce, West Pomeranian Voivodeship, ở phía tây bắc Ba Lan. Đó là chỗ ngồi của gmina (khu hành chính) được gọi là Gmina Bielice. Nó nằm khoảng 13 kilômét (8 mi) phía tây bắc Pyrzyce và 26 km (16 mi) phía nam thủ đô khu vực Szczecin.
Ngôi làng có dân số 560 người.